# Tiouridi Maoudé
Tiouridi Maoudé (auch: Tchouridi, Tiaridi, Tiouridi, Tiouridi Maoundi, Tiourridi, Tiurudi) ist ein Dorf in der Landgemeinde Torodi in Niger.

## Geographie
Das von einem traditionellen Ortsvorsteher (chef traditionnel) geleitete Dorf befindet sich rund 20 Kilometer nördlich des urbanen Zentrums von Torodi, des Hauptorts der gleichnamigen Landgemeinde und des gleichnamigen Departements Torodi, das zur Region Tillabéri gehört. Zu den Siedlungen in der näheren Umgebung von Tiouridi Maoudé zählen Kossey im Nordwesten und Nialagaré im Nordosten.
Tiouridi Maoudé ist Teil der Übergangszone zwischen Sahel und Sudan. Die durchschnittliche jährliche Niederschlagsmenge beträgt hier zwischen 500 und 600 mm. Zwischen dem Dorf und Allaréni erheben sich regelmäßige Sandsteinhügel, die sich weiter im Norden am Fluss Niger beim Dorf Sansané Haoussa fortsetzen. In Tiouridi Maoudé wurden die Schlangenarten Weißbauch-Sandrasselotter (Echis leucogaster) und Westafrikanische Sandrasselotter (Echis ocellatus) beobachtet.

## Geschichte

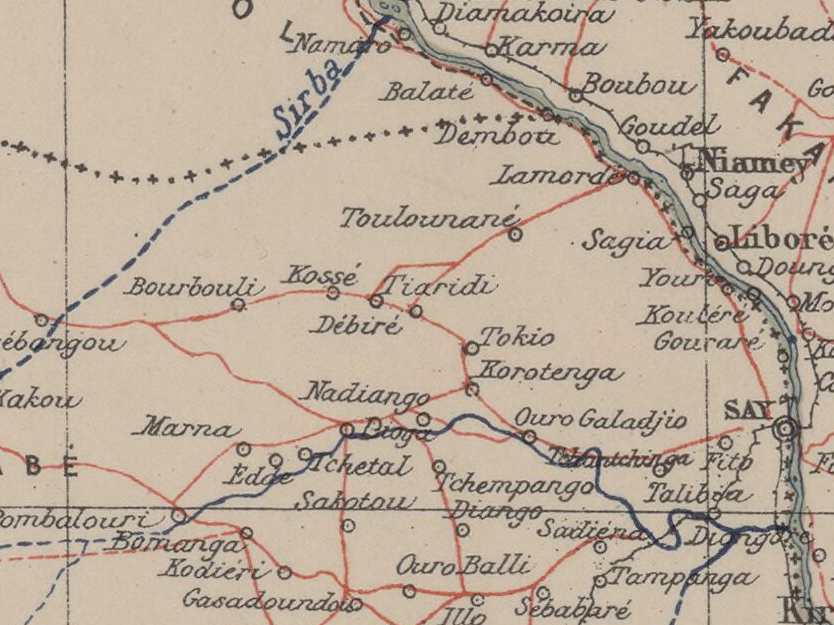
Ausschnitt einer Karte von 1903 mit Tiouridi Maoudé (Tiaridi) im Zentrum

Ein Lokalherrscher namens Mazu, der Anführer der Fulbe-Gruppe Torobé, verlegte – vor seinem Tod im Jahr 1859 – seinen Herrschaftssitz nach Tiouridi Maoudé. Sein Vater Maundi hatte zuvor im Ort Boulkagou residiert.

## Bevölkerung
Bei der Volkszählung 2012 hatte Tiouridi Maoudé 562 Einwohner, die in 54 Haushalten lebten. Bei der Volkszählung 2001 betrug die Einwohnerzahl 400 in 42 Haushalten und bei der Volkszählung 1988 belief sich die Einwohnerzahl auf 285 in 34 Haushalten.

## Wirtschaft und Infrastruktur
In Tiouridi Maoudé wird ein kleiner Wochenmarkt abgehalten. Hier werden Kleidung und Vieh gehandelt. Der Markttag ist Montag.
Mit einem Centre de Santé Intégré (CSI) ist ein Gesundheitszentrum im Ort vorhanden. Der CEG Tiouridi ist eine allgemein bildende Schule der Sekundarstufe des Typs Collège d’Enseignement Général (CEG). Außerdem gibt es eine Grundschule. Das nigrische Unterrichtsministerium richtete 1996 gemeinsam mit dem Welternährungsprogramm der Vereinten Nationen zahlreiche Schulkantinen in von Ernährungsunsicherheit betroffenen Zonen ein, darunter eine für Kinder transhumanter Hirten in Tiouridi Maoudé.
Tiouridi Maoudé ist über die 16,4 Kilometer lange Route 666, eine einfache Landstraße, mit der Nationalstraße 6 bei Kobadjé verbunden.